# 주부닛폰 방송
주부닛폰 방송(中部日本放送, 중부일본방송)은 일본 주쿄 광역권의 라디오/텔레비전 방송이다. 라디오 방송국은 1951년 9월 1일, 텔레비전 방송국은 1956년 12월 1일 개국했다.
약칭은 CBC, 라디오 콜사인은 JOAR, 텔레비전 콜사인은 JOGX-DTV이다.

## 개요
- 일본 최초의 중파라디오 민영방송국으로 개국했지만 일부 사람들은 NHK의 전신인 도쿄·오사카·나고야에 설립된 3개 사단법인 방송국을 최초의 민간방송국으로 보기도 한다.
- 신일본방송(현재의 마이니치 방송)보다 시험방송이 늦었지만 개국은 신일본방송보다 빨리했다.(주부닛폰방송은 오전 6시 반, 신일본방송은 정오경에 방송을 시작했다.)
- 텔레비전 방송국 개국 초기에 신문 프로그램 안내란에 주니치TV라고 표기된 때가 있었다.
- 2013년 4월 1일 라디오 면허를 포함한 라디오 사업 부문이 CBC 라디오에 넘어감에 따라 텔레비전 방송국 콜사인이 JOGX-DTV로 변경되었다.

## 연혁

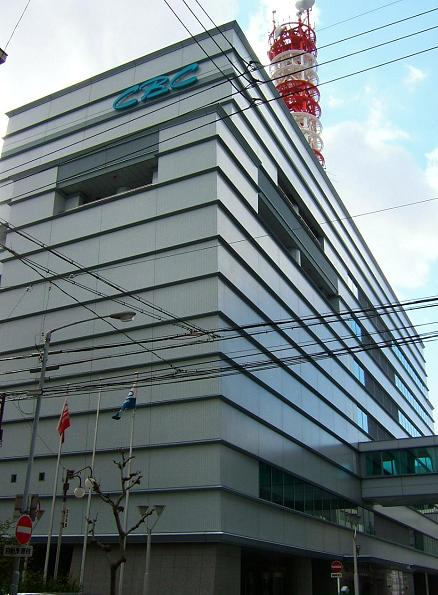
CBC 방송센터

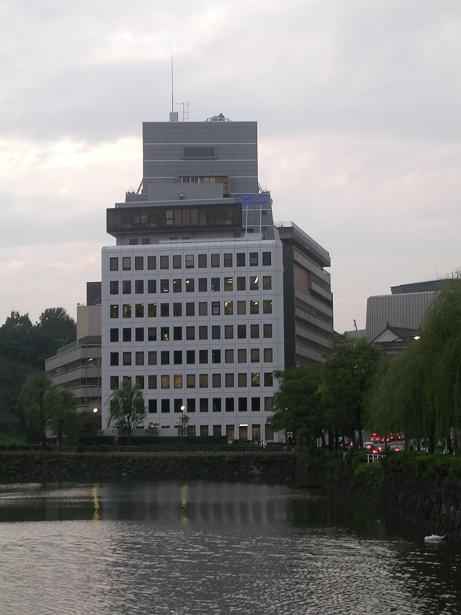
CBC 도쿄 지사

- 1950년 12월 15일 -방송국 설립.
- 1951년 9월 1일 - 오전 6시 30분 일본 최초 민영방송국으로 라디오 방송을 개시.
- 1952년 1월 - 민영 라디오 방송 최초로 스모 중계 방송.
- 1956년 12월 1일 - 텔레비전 방송 개시.니혼 TV 방송망·라디오 도쿄와 크로스 네트워크 관계를 맺는다.
- 1958년 6월 - 라디오 도쿄(KRT, 현재의 TBS), 홋카이도 방송, 오사카 TV 방송(OTV, 현재의 ABC), 라디오 규슈(RKB, 현재의 RKB 마이니치 방송)와 텔레비전 뉴스 네트워크에 관한 배타협정을 체결.
- 1959년 8월 1일 - JNN 협정 체결.
- 1960년 2월 1일 - KRT·ABC·RKB와 4사 연맹을 결성.개국 당시부터 방송되고 있던니혼TV계열 프로그램 대부분이 자취를 감춘다(다음달 HBC가 추가가맹해 4사연맹은 5사 연맹이 되었다.).
- 1964년 9월 - 컬러 텔레비전 방송 개시. 주쿄지역에서는 도카이 TV와 함께 최초로 실시.
- 1965년 5월 2일 - 라디오 네트워크 JRN에 가맹.
- 1966년 - 비틀즈 일본 공연을 주최.
- 1969년 5월 5일 - 사옥이었던 CBC회관에서 화재 발생.기기가 불에타는 피해를 입었으며 그로 인해 텔레비전방송이 1시간 17분 동안 정파 했지만 라디오 방송은 다행히도 정파되지 않았다.
- 1971년 11월 - AM라디오 출력을 50kW로 증력.
- 1975년 3월 31일 - 5사 연맹 가맹국이었던 아사히 방송이 준 중심방송국 네트워크 교체에 의해 5사연맹에서 이탈하는 대신 5사연맹에 마이니치 방송이 가맹.
- 1978년 11월 23일 - AM라디오의 주파수를 1050kHz에서 1053KHz로 바꾼다.
- 1986년 4월 - 문자다중방송(콜사인:JOAR-TCM) 개시.
- 1992년 4월 - AM스테레오 방송 개시.
- 1996년 4월 - 그 전까지 3년을 기점으로 계약이 갱신되는 촉탁사원 취급을 받고있던 여성 아나운서를 정사원으로 취급하기 시작. 1999년까지 주부닛폰방송에 있는 모든 여성 아나운서가 정사원 대우를 받는다.
- 1998년 11월 - CBC 방송 센터 완성.보도·스포츠·제작·기술·라디오 부문등을 이전.
- 2003년 12월 1일 오전 11시 - 지상 디지털 텔레비전 방송 개시.
- 2007년 3월 말 - 아날로그 텔레비전 방송파를 이용한 문자 다중 방송을 종료(자막방송은 계속).
- 2010년 7월 1일 - 자회사인 테크노 비전에 CBC 라디오 프로그램 제작 업무 수탁 시작
- 2011년 7월 25일 자정 - 지상파 아날로그 방송 완전 종료.
- 2011년 7월 25일 라디오 개국 60 주년. 라디오 프로그램 제작 자회사 주식회사 테크노 비전을 주식회사 CBC 라디오로 개칭함
- 2012년 4월 1일 - 주식회사 CBC 라디오, 라디오 방송국 영업 업무 수탁 시작
- 2013년 4월 1일 라디오 면허를 포함한 라디오 사업 부문이 주식회사 CBC 라디오에 넘어감에 따라 텔레비전 방송국 콜사인을 JOAR-DTV에서 JOGX-DTV로 변경했다.
- 2014년 4월 1일 - 텔레비전 사업부문을 주식회사 CBC 텔레비전으로 승계함.
- 2015년 10월 1일 - 미쿠니야마 FM 보완중계국 개국

## 텔레비전 네트워크 변천사
- 1956년 12월 1일 - 텔레비전 방송 개시.니혼 TV 방송망·라디오도쿄 TV와 크로스 네트워크 관계를 맺는다.
- 1958년 12월 25일 - 주부닛폰방송에도 출자하고 있던 주니치 신문이 자본을 댄 도카이 TV가 개국하면서 당시 주부닛폰방송에서 방송하던 프로그램 일부를 도카이TV로 이행시킨다.
- 1959년 8월 1일 - 뉴스 네트워크 JNN에 가맹하면서 도쿄 방송완전가맹국을 향한 첫걸음을 걷는다. 그리고 이 해 일본교육테레비의 교육 프로그램 방송 개시.
- 1960년 2월 1일 - 4사 연맹(현재의 5사 연맹)에 가입.일부 남아있던 다른 계열 프로그램을 도카이TV와 교환하면서프로그램도 도쿄방송 프로그램만 방송하기 시작한다.
- 1964년4월 1일 - 아침 와이드 쇼 모닝 쇼가 당시 NET-TV의 교육 프로그램이라는 판단하에 NET-TV 계열국 나고야방송이 있음에도 불구하고 자사에서 방송을 시작했으나 반년 후 나고야방송으로 이행했다.
- 1967년 6월 - 민간방송 교육협회에 가맹.
- 1974년 4월 1일 - 나고야 방송이 민간방송 교육협회에 가맹하면서 교육협회를 탈퇴하고 도쿄방송 프로그램 이외에는 모두 중단된다. 그러나 마이니치 방송제작 프로그램 일부는 여전히 방송되고 있었다.
- 1975년 3월 31일 - 5사 연맹 긴키 광역권 가맹국이아사히 방송에서 마이니치 방송으로 변경된다.

## 라디오 주파수
| 방송국·중계국            | 콜사인 | 주파수   | 출력  | 비고                            |
| ------------------------ | ------ | -------- | ----- | ------------------------------- |
| 나고야 방송국            | JOAR   | 1053 kHz | 50 kW | AM스테레오 방송 실시            |
| 미쿠니야마 FM 보완중계국 |        | 93.7 MHz | 7kW   |                                 |
| 다카야마 중계국          |        | 1557 kHz | 100W  | 콜사인 JOAO가 있었지만 폐지     |
| 나카쓰가와 중계국        |        | 1557 kHz | 100W  | 콜사인 JORO가 있었지만 폐지     |
| 게로 중계국              |        | 1062 kHz | 100W  |                                 |
| 가미오카 중계국          |        | 1062 kHz | 100W  |                                 |
| 도요하시 중계국          |        | 1485 kHz | 100W  | 콜사인 JOAE가 있었지만 폐지     |
| 신시로 중계국            |        | 1557 kHz | 100W  |                                 |
| 우에노 중계국            |        | 1485 kHz | 100W  |                                 |
| 오와세 중계국            |        | 801 kHz  | 100W  | JOAW라는 콜사인이 있었지만 폐지 |
| 구마노 중계국            |        | 720 kHz  | 100W  |                                 |
| 기후 중계국              |        | 639 kHz  | 500W  | 2018년 10월 31일 폐국           |

## 일화
- 라디오 방송국의 경우 라디오 네트워크 JRN에 가맹되어 있지만 경쟁 방송국인 도카이 라디오 방송이 자사제작 프로그램을 방송하느라 방송하지 못하고 있는 NRN계열 프로그램도 방송하고 있다.
- 네트워크 중심국인 도쿄방송과 사이가 안 좋다고 하며 그로 인해 TBS의 프로그램이 방송 도중 중단되거나 TBS 프로그램을 방송중간부분부터 방송하는 일이 많이 일어난다. (우타방, 미노몬타의 아사즈박을 나고야에서 볼 수 없는 것도 이 때문이다.)
- 주니치 드레곤즈 경기를 할 때 중단되는 TBS의 프로그램을 재방송하지 않는데 이는 JNN과의 배타협정상 재방송이 불가능하기 때문이다.
- CBC 라디오 나고야 방송국 주파수가 북한에서 내보내는 구국의 소리 방송과 같아 원거리 수신이 매우 곤란했던 적이 있었는데 이는 구국의 소리 방송이 1000Kw라는 큰 출력으로 방송을 했기 때문이며 참고로 구국의 소리 방송이 2003년 8월 1일을 기해 방송을 중단하면서 조선중앙방송이 이 주파수를 이용해 방송하고 있다.)
- 장거리 열차의 승객을 대상으로 한 철도 무선을 이용한 철도 방송이 수요가 있다고 판단해 당시 운수성(현재의 국토 교통성)에 개설허가를 냈지만 실현되지 않았다.
- 야간의 긴급사태 발생에 대비해 아나운서1인과 제작·기술·보도부문 스탭 몇사람이 방송국에 매일 교대로 숙박하는「숙직 근무제도」를 실시하고 있다(시간은 당일 오후 6시부터 이튿날 아침 10시까지).

## 아이치현에 있는 다른 방송국

### 텔레비전 방송국
- NHK 나고야 방송국(라디오 겸영)
- 도카이 TV(THK)(후지 TV계열)
- 주쿄 TV 방송(CTV)(니혼 TV 계열)
- 나고야 TV 방송(NBN)(TV 아사히 계열)
- TV 아이치(TVA)(TV 도쿄계열, 아이치현만 방송구역)

### 라디오 방송국
- 도카이 라디오 방송(SF)(NRN 계열, 기후현·미에현도 방송구역에 포함)
- FM아이치(JFN 계열, 아이치현만 방송구역)
- ZIP-FM(JAPAN FM LEAGUE 계열, 아이치현만 방송구역)
- Radio NEO(MegaNet 계열)